# Penstemon franklinii
Penstemon franklinii är en grobladsväxtart som beskrevs av Stanley Larson Welsh. Penstemon franklinii ingår i släktet penstemoner, och familjen grobladsväxter. Inga underarter finns listade i Catalogue of Life.